# Yvette Vickers

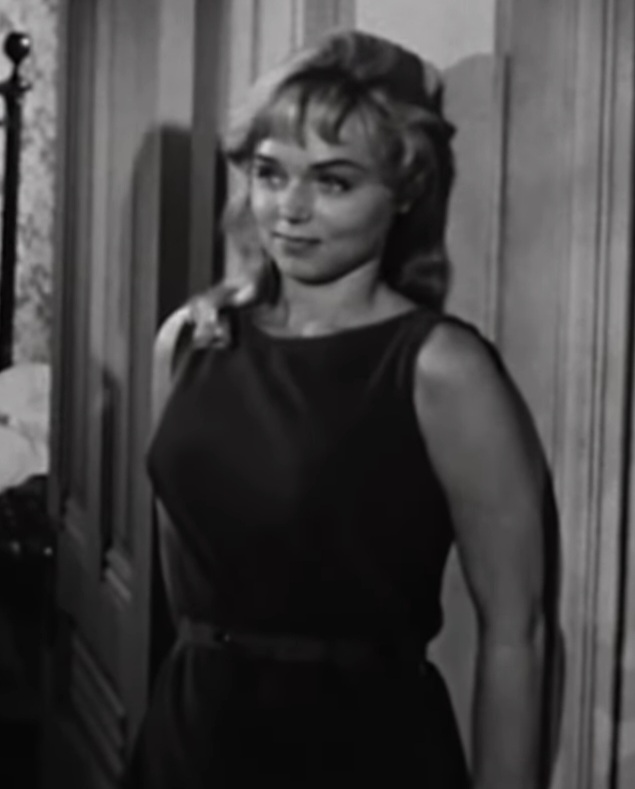
Yvette Vickers in Attack of the Giant Leeches (1959)

Yvette Vickers, eigentlich Yvette Vedder, (* 26. August 1928 in Kansas City, Missouri; † vermutlich 2010 in Benedict Canyon, Los Angeles) war eine US-amerikanische Schauspielerin, Sängerin und ehemaliges Playmate.

## Leben
Vickers war Tochter des Jazzmusikers Charles Vedder und seiner Frau Maria Iola. In ihrer Jugendzeit reiste sie mit ihren Eltern durch Amerika. Sie begann später ein Journalismusstudium an der University of California, Los Angeles (UCLA). Neben ihrem Studium begann sie als Schauspielerin zu arbeiten. Sie ging anschließend nach New York City und bekam die Rolle als White Rain Girl in einem Shampoo-Werbespot, später kehrte Vickers nach Los Angeles zurück. Dort begann sie ihre Schauspielkarriere und bekam ihre erste kleine Rolle im Film-noir-Drama Boulevard der Dämmerung.
1957 legte sie sich den Künstlernamen Yvette Vickers zu und bekam ihre erste Hauptrolle im Kriminalfilm Mit dem Satan auf Du. Es folgte die Hauptrolle als Honey Parker im Science-Fiction-Kultfilm Attack of the 50 Foot Woman und ein Jahr später in Attack of the Giant Leeches. Im Juli 1959 wurde sie Playboy-Playmate des Monats. 1990 spielte sie ihre letzte Rolle im B-Movie-Horrorfilm Evil Spirits und kehrte 1999 letztmals für eine Rolle in der umstrittenen Comedy-Serie Mystery Science Theater 3000 vor die Kamera zurück. 2005 kehrte sie als Stargast zurück auf die Showbühne und trat beim Toronto Classic Movie Festival auf. Dort wurde sie vom Journalisten Tom Weaver interviewt. Das Interview fand sich später als Audiotrack auf der DVD von Attack of the 50 Foot Woman aus dem Jahre 2007 wieder.
Nachdem sie ihre Schauspielkarriere seit 1991 ruhen ließ, konzentrierte sich Vickers auf eine Karriere als Sängerin. Nach dem Album Yvette Vickers Sings veröffentlichte sie mit Tribute to Charlie and Maria ein Jazz-Album, auf dem sie Songs ihrer Eltern interpretierte.
Vickers war von 1953 bis 1957 mit dem Musiker Don Prell verheiratet. Es folgte 1959 eine kurze Ehe mit Leonard Burns, von dem sie zwei Jahre später wieder geschieden wurde. Auch ihre dritte Ehe mit Tom Howland endete 1969 nach zwei Jahren durch Scheidung. Sie führte eine langjährige Beziehung mit dem Schauspieler Jim Hutton. Vickers hatte keine Kinder.
Ihre Leiche wurde am 27. April 2011 mumifiziert in ihrem Haus in Benedict Canyon von einer Nachbarin, der Schauspielerin Susan Savage, gefunden. Laut Angaben der Polizei war das ehemalige Playmate bei ihrer Auffindung vermutlich seit fast einem Jahr tot.

## Filmografie (Auswahl)
- 1950: Boulevard der Dämmerung (Sunset Boulevard)
- 1950: Aufruhr in Santa Sierra (The Sound Of Fury)
- 1957: Mit dem Satan auf Du (Short Cut to Hell)
- 1957: Der Regimentstrottel (The Sad Sack)
- 1958: Gangster Nr. 1 (I Mobster)
- 1958: Attack of the 50 Foot Woman
- 1958: Bis zur letzten Patrone (The Saga of Hemp Brown)
- 1959: Attack of the Giant Leeches
- 1962: Die Sprache der Gewalt (Pressure Point)
- 1963: Der Wildeste unter Tausend (Hud)
- 1971: Was ist denn bloß mit Helen los? (What’s the Matter with Helen?)
- 1975: Die Toten sterben nicht (The Dead Don’t Die, Fernsehfilm)
- 1990: Evil Spirits